# Городское поселение Волоколамск
Городско́е поселе́ние Волокола́мск — упразднённое муниципальное образование в Волоколамском районе Московской области.
Административный центр — город Волоколамск.
Глава городского поселения — ВРИО Наталья Юрьевна Козлова.
Председатель Совета депутатов — Шорников Сергей Александрович.

## География
Расположено в центральной части Волоколамского района и граничит с:
- Кашинским сельским поселением (на севере)
- Чисменским сельским поселением (на востоке)
- Спасским сельским поселением (на юге)
- Ярополецким сельским поселением (на западе)

Площадь территории муниципального образования — 109,71 км².

## Население
| 2006    | 2007    | 2008    | 2009    | 2010    | 2011    | 2012    |
| ------- | ------- | ------- | ------- | ------- | ------- | ------- |
| 28 687  | ↘26 156 | ↘23 865 | ↗25 672 | ↘24 435 | ↘23 607 | →23 607 |
| 2013    | 2014    | 2015    | 2016    | 2017    | 2018    | 2019    |
| ↘23 151 | ↘22 361 | ↘21 837 | ↘21 571 | ↘21 381 | ↘20 360 | ↘19 682 |

## История
Городское поселение Волоколамск было образовано в соответствии с Законом Московской области от 11.01.2005 № 1/2005-ОЗ «О статусе и границах Волоколамского муниципального района и вновь образованных в его составе муниципальных образований». В его состав вошли город Волоколамск и 7 населённых пунктов упразднённых административно-территориальных единиц — Волоколамского, Ждановского и Ченецкого сельских округов Волоколамского района Московской области.
24 мая 2019 года все городские и сельские поселения Волоколамского муниципального района упразднены и объединены в новое единое муниципальное образование — Волоколамский городской округ.

## Состав городского поселения
| № | Населённый пункт | Тип населённого пункта        | Население |
| - | ---------------- | ----------------------------- | --------- |
| 1 | Волоколамск      | город, административный центр | ↘25 729   |
| 2 | Горки            | деревня                       | ↗59       |
| 3 | Жданово          | деревня                       | ↗83       |
| 4 | Ивановское       | село                          | ↘529      |
| 5 | Муромцево        | деревня                       | ↗60       |
| 6 | Тимково          | деревня                       | ↗27       |
| 7 | Хворостинино     | деревня                       | ↗31       |
| 8 | Ченцы            | деревня                       | ↘213      |